# 佩里尼 (卡尔瓦多斯省)
佩里尼（法語：Périgny，法語發音：[peʁiɲi] ⓘ）是法国卡尔瓦多斯省的一个市镇，位于该省西南部，属于维尔区。

## 地理
佩里尼（48°55'19"N, 0°36'19"W）面积2.66 平方千米，位于法国诺曼底大区卡爾瓦多斯省，该省份为法国西北部沿海省份，北濒大西洋英吉利海峡，东北与滨海塞纳省以海上边界相接，东临厄尔省，南至奧恩省，西与芒什省接壤。
与佩里尼接壤的市镇（或旧市镇、城区）包括：泰尔德德吕昂斯、诺曼底地区孔代。

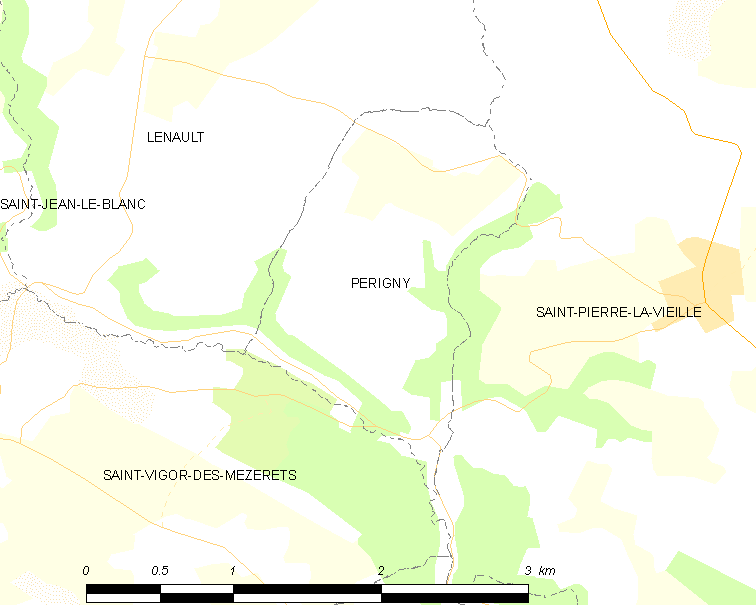
的OSM定位图

佩里尼的时区为UTC+01:00、UTC+02:00（夏令时）。

## 行政
佩里尼的邮政编码为14770，INSEE市镇编码为14496。

## 政治
佩里尼所属的省级选区为诺曼底地区孔代县。

## 人口

1962-2008年间人口变化图示

佩里尼于2022年1月1日时的人口数量为57人。